# HD56273
HD56273 — хімічно пекулярна зоря спектрального класу B8, що має видиму зоряну величину в смузі V приблизно  7,9.
Вона  розташована на відстані близько 1120,8 світлових років від Сонця.

## Пекулярний хімічний склад
Зоряна атмосфера HD56273 має підвищений вміст 
Si
.